# Oftia africana
Oftia africana är en flenörtsväxtart som först beskrevs av Carl von Linné, och fick sitt nu gällande namn av Bocq. och Henri Ernest Baillon. Oftia africana ingår i släktet Oftia och familjen flenörtsväxter. Inga underarter finns listade i Catalogue of Life.